# Milton Fowler Gregg
Milton Fowler Gregg VC, PC, OC, CBE, MC, ED, CD, kanadski general in politik, * 1892, † 1978.